# 249010 Abdel-Samad
249010 Abdel-Samad è un asteroide della fascia principale. Scoperto nel 2007, presenta un'orbita caratterizzata da un semiasse maggiore pari a 3,0131458 UA e da un'eccentricità di 0,0303480, inclinata di 7,82686° rispetto all'eclittica.